# Ленинский 3-й
Ленинский 3-й — упразднённый посёлок в составе Каинлыковского сельсовета Краснокамского района Башкирской АССР РСФСР. Ныне территория Новокаинлыковского сельсовета Республики Башкортостан Российской Федерации.

## География
Располагался на северо-западе Башкортостана, в 47 км к юго-востоку от райцентра и в 64 км к юго-востоку от ж.‑д. ст. Камбарка (Удмуртская АССР).

## История
Основан, по данным «Башкирской Энциклопедии», в 1930-е гг. Однако, в 1925 году зафиксирован в Кайныковсковской волости Бирского кантона, с числом хозяйств — 7. по данным переписи 1920 года не зафиксирован (Населенные пункты Башкортостана, С.78).
Существовал до середины 1960-х гг.

## Население
Жили русские (1959).
В 1939 насчитывалось 79, в 1959 — 25 человек.